# Список парков Баку
Баку, Азербайджан имеет множество парков, расположенных в различных районах столицы и в пригороде Апшеронского полуострова.

## Список
Ниже приведен неполный список.
| №   | Парк                         | Описание | Фотография |
| --- | ---------------------------- | --- | ---------- |
| 1.  | Бакинский приморский бульвар | Бакинский приморский парк (известный в основном как «Бульвар») расположен в центре столицы Азербайджана. Парк был основан в 1909 году. В 2014 году в парк было добавлено Колесо обозрения. |            |
| 2.  | Площадь Фонтанов             | Площадь Фонтанов — первая городская площадь Баку и включает в себя несколько фонтанов и памятников с 1800-х годов. Вокруг площади расположены исторические здания : старый кинотеатр «Араз», бывший «Гранд-отель», маленькая армянская церковь и музей имени Низами                                             |            |
| 3.  | Сад имени Хагани             | Сад Хагани — один из старейших парков Баку. Основу скульптурной композиции сада составляет фонтан «Три грации», представлявшей собой три скульптуры девушек. Фонтан «Три грации» — олицетворение трех стихий: солнца, воды и воздуха.                                                                           |            |
| 4.  | Сад Филармонии               | Филармонический сад расположен напротив бывшей резиденции губернатора Баку, поэтому его часто называют «Губернаторский сад». |            |
| 5.  | Нагорный парк                | Нагорный парк Баку является высокой точкой столицы Азербайджана, откуда открывается панорама города и бухты. Парк построил архитектор Ильин, Лев Александрович.В Нагорном парке также располагается Аллея Шахидов, где покоятся жертвы «Черного января» 1990 года и воины, погибшие в Первой карабахской войне. |            |
| 6.  | Парк Измир                   | Парк Измир издавна называют садом пожарного, из-за его расположения рядом с пожарной командой города. Парк назван в честь города Измир, который, является одним из городов-побратимов Баку. |            |
| 7.  | Сад Алиага Вахида            | Этот сад расположен в окружении исторических зданий Старого города. Бюст А.Вахида ранее находился в Филармоническом саду, но был перенесен в этот парк в 2008 году. |            |
| 8.  | Парк Офицеров                | Парк был основан во время Второй мировой войны в память о гражданах и солдатах Азербайджана. |            |
| 9.  | Парк «Деде Горгуд»           | Парк «Деде Горгуд» — это одновременно и площадка под открытым небом, где демонстрируется древняя история и культура Азербайджана. В центре парка возвышается памятник «Китаби-Деде Горгуд» скульптора Гёюша Бабаева.                                                                                            |            |
| 10. | Сквер имени Сабира           | Это одна из центральных площадей Баку. С южной стороны сквер ограничен крепостной стеной старой части города крепости Ичери-шехер, с северной стороны — улицей Истиглалият.Площадь была установлена в 1920 году, а в 1922 году был создан памятник М. А. Сабир.                                                 |            |
| 11. | Центральный Ботанический сад | Ботанический сад Академии наук Азербайджана был создан в 1935 году при Институте Ботаники. На его территории, расположенной в предгорьях, собрано около 2 тысяч видов растений. Часть из них растет на открытых участках, а часть демонстрируется в оранжереях.                                                 |            |
| 12. | Парк им. Самеда Вургуна      | Парк был основан 1882 году на пересечении нынешних улиц 28 Мая и Фикрета Амирова перед зданием Азербайджанской железной дороги. Сквер ранее назывался Октябрьской площадью. В 1961 году на площади был установлен Памятник Самеду Вургуну. Парк был капитально реконструирован в 2009 году.                     |            |
| 13. | Центральный парк             | Находится на территории Ясамальского района перед мечетью Тезе-пир. Открытие состоялось 22 мая 2019 года. Парк охватывает территорию в 20 гектаров. |            |
| 14. | Парк около метро «Гянджлик»  | Открыт 7 февраля 2025 года. Площадь парка составляет 19 гектар. |            |
| 15. | Парк Победы                  | Открыт 8 ноября 2024 года. Площадь парка составляет около 10 гектаров. |            |